# سفارة دولة فلسطين لدى إيطاليا
سفارة دولة فلسطين لدى إيطاليا هي الممثلية الدبلوماسية العُليا لدولة فلسطين لدى إيطاليا. تقع السفارة في روما.

## التاريخ
في 2 يوليو 2014، أعلنت قوات الدرك الوطني الإيطالية عن تعرض مقر السفارة الفلسطينية لإطلاق نار من سيارة مجهولة في 1 يوليو 2014.